# Now (Peter Frampton)
Now is het twaalfde studioalbum van de Engelse singer-songwriter Peter Frampton. Het werd op 26 augustus 2003 door 33rd Street Records en zijn eigen label, genaamd Framptone, uitgebracht. Het album bereikte de 27ste positie in de Billboard Top Independent Albums. De meeste nummers zijn door Frampton in samenwerking met Gordon Kennedy geschreven. Op het album staat een cover van het Beatles-nummer While My Guitar Gently Weeps. Het nummer "Mia Rose" gaat over de dochter van Frampton, Mia Rose Frampton. Dit nummer schreef hij samen met de Amerikaanse countryzangeres Kimmie Rhodes.

## Tracklist
Alle muziek en teksten zijn geschreven door Peter Frampton en Gordon Kennedy, tenzij anders aangegeven. 
| 1.                 | Verge of a Thing                          | 2:51 |
| 2.                 | Flying Without Wings                      | 4:08 |
| 3.                 | Love Stands Alone (Frampton/Kennedy/Mayo) | 4:12 |
| 4.                 | Not Forgotten                             | 2:50 |
| 5.                 | Hour of Need                              | 2:21 |
| 6.                 | Mia Rose (Frampton/Rhodes)                | 4:46 |
| 7.                 | I'm Back                                  | 3:31 |
| 8.                 | I Need Ground                             | 3:44 |
| 9.                 | While My Guitar Gently Weeps (Harrison)   | 6:54 |
| 10.                | Greens (Frampton/Leiber)                  | 5:59 |
| 11.                | Above It All                              | 3:34 |
| Totale duur: 48:02 |                                           |      |

| - Peter Frampton - gitaar, zang, productie | - Aaron Swihart - engineer, mixing - Chuck Ainlay - engineer, mixing - Bob Ludwig - mastering - Jesse Benfield - assistant engineer - Doug DeLong - assistant engineer - Mark Ralston - assistant engineer - Gina R. Binkley - design - Michael Wilson - fotografie - Lisa Jenkins - management - Brad Goodman - boeking - Neil Warnock - boeking - Janis Robb - make-up, haarstylist |